# اولیس (رمان)
اولیس یا یولسیز (به انگلیسی: Ulysses) نام رمان معروف جیمز جویس نویسندهٔ ایرلندی است که از شاهکارهای ادبیات دوره مدرن به‌شمار می‌رود. تمام وقایع رمان اولیس در یک روز رخ می‌دهند. این کتاب که سومین اثر جیمز جویس است در سال ۱۹۲۲ در پاریس منتشر شد.
جویس در ابتدا این کتاب را به صورت داستانی کوتاه منتشر کرد که بخشی از مجموعهٔ دوبلینی‌ها بود و آن را یک روز از عمر آقای بلوم در وین نام نهاده بود؛ ولی مدتی بعد با آمیختن یکی از شخصیت‌های کتاب سیمای مرد هنرمند در جوانی به نام استیون ددالوس با آقای بلوم کتاب اولیس را نوشت. داستان اولیس ریشه در اساطیر یونانی و به خصوص اودیسهٔ هومر، شکسپیر، عهد عتیق و عهد جدید دارد. اشارات تلمیحی و بینامتنیتی، نزدیکی فرم و محتوا و ساختار پیچیدهٔ روایی از مشخصه‌های بارز ارزشِ ادبی این اثر می‌باشد. اولیس در صدر صد رمان برتر به انتخاب کتابخانه مدرن قرار دارد.

## سانسور و ممنوعیت
اولیس به خاطر توصیف بی‌پروای روابط شخصیت‌های داستان با شکایات، احکام قضایی و در نهایت ممنوعیت مواجه شد. اولین نمونه از برخورد مراجع قضایی با اولیس، محاکمه مارگارت اندرسون و جین هیپ سردبیران مجله ادبی «لیتل رویو» در سال ۱۹۲۱ در شهر نیویورک بود. آن دو به خاطر چاپ بخشی از کتاب جیمز جویس که هنوز در دست تحریر بود، و به جرم نقض قانون «ممنوعیت نشر آثار قبیح» با مجازات یک سال زندان روبرو شدند که بعداً به جزای نقدی تغییر کرد.
در فرازی از کتاب اولیس با عنوان «ناوسیکا» که در این مجله چاپ شده بود، زن جوانی به نام گرتی مک‌داول هنگام نشستن روی صخره‌ای در کنار ساحل متوجه می‌شود که لئوپلد بلوم به او خیره شده. هم‌زمان با انفجار آتش‌بازی در دوردست‌ها، گرتی به عقب خم می‌شود و لباس زیر خود را عریان می‌کند و لئوپلد قهرمان داستان، مشغول خودارضایی می‌شود. صدور این حکم به این معنا بود که چاپ کتاب اولیس، حتی قبل از آنکه جیمز جویس نوشتن آن را به پایان ببرد، در ایالت نیویورک و احتمالاً سراسر آمریکا ممنوع شد. دولت و مراجع قضایی بریتانیا نیز برخورد مشابهی با این کتاب داشتند. سیلویا بیچ کتاب اولیس را سال ۱۹۲۲ در پاریس منتشر کرد و اولین نسخه‌ای که مأموران آن را در فرودگاه لندن ضبط کردند راهی دفتر دادستان کل شد.

## فرم ادبی
فرم و محتوایِ اولیس به خوبی در هم تنیده‌اند. جیمز جویس با آرایشِ منحصربه‌فردی که به کلمات می‌دهد، علاوه بر آهنگین کردن نثرِ کتاب، محتوا را نیز با فرمِ واژه‌ها انتقال می‌دهد. در فصلِ سیزدهم کتاب، نویسنده با چیدمانِ کلمات به شکلی خاص، تلویحاً به ارگاسمِ بلوم اشاره می‌کند.

## ترجمه‌پذیری و واکنش‌ها

### ترجمه منوچهر بدیعی
به علت تکنیک‌های ادبی خاص از جمله استفاده مکرر و بی اخطار قبلی از تکنیک جریان سیال ذهن یا تک گویی درونی، فرمِ پیچیده و بازیگوشی‌های مکرر زبانی، ترجمهٔ اولیس را امری دشوار و چه بسا غیرممکن می‌دانند. با این حال این کتاب توسط منوچهر بدیعی به فارسی ترجمه شده و سال‌هاست که بر سَر علّت عدم انتشار آن بحث است که آیا مجوز چاپ دریافت نکرده یا اصولاً اقدامی برای اخذ مجوز نشده‌است. تنها فصل هفدهم کتاب از این مترجم به عنوان ضمیمهٔ کتاب جیمز جویس نوشتهٔ «جی.آی.ام. استیوارت» ترجمهٔ منوچهر بدیعی، توسط انتشارات نیلوفر به چاپ رسیده‌است. انتشار این فصل انتقاداتی را به شیوهٔ ترجمهٔ مترجم دربرداشت.

### ترجمه فرید قدمی و اکرم پدرام‌نیا
در دههٔ ۹۰ شمسی دو مترجم ایرانی دیگر دست به ترجمهٔ اولیس زده‌اند. جلد اول از ترجمهٔ فرید قدمی در سی و دومین نمایشگاه کتاب تهران عرضه شد و همزمان واکنش‌های بسیاری برانگیخت. اندکی بعد و در اواخر بهار ۱۳۹۸ اکرم پدرام‌نیا ترجمهٔ دیگری از این اثر ارائه کرد. نشر نوگام کار انتشار این ترجمه را برعهده گرفته و مدعی است این ترجمه بدون هرگونه سانسور و با دقت انجام شده‌است.

### ترجمه به اسپانیایی
بورخس نیز در جوانی صفحهٔ آخر اولیس را به اسپانیایی برگرداند. کاری که بعدها در مصاحبه‌ای از آن ابراز پشیمانی کرد. این کتاب با شرحی و تفسیری مبسوط از پروژه جویس دانشگاه مونتانا به کوشش جان هانت در حال ترجمه به زبان فارسی است و متن کامل سه فصل نخست آن به همراه پاورقی‌ها انتشار یافته‌است.

## شخصیت‌ها
لئوپلد بلوم - مردی سی و هشت ساله و مسئول تبلیغات در دوبلین. بلوم در دوبلین با رودلف، پدر یهودیِ مجارستانی‌اش و الن، مادر کاتولیکِ ایرلندی‌اش بزرگ شده‌است. او از مطالعه و تفکر دربارهٔ علوم و اختراعات و شرح معلوماتش به دیگران لذت می‌برد. بلوم عاطفی و کنجکاو است و عاشق موسیقی. ذهن بلوم درگیر روابط سردش با زنش مالی است.
مریان (مالی) بلوم - همسر لئوپلد بلوم. مالی بلوم سی‌ساله است، کمی تپل و سبزه، خوش بر و رو و اهل لاس زدن است. تحصیلات زیادی ندارد ولی به هر تقدیر باهوش و صاحب‌نظر است. او خواننده‌ای حرفه‌ای است که توسط پدر ایرلندی‌اش سرگرد برایان توییدی در جبل طارق بزرگ شده‌است. مالی حوصلهٔ بلوم را ندارد، مخصوصاً به این دلیل که از مرگ یازده سال پیشِ پسرشان رودی به این طرف، بلوم دیگر با او صمیمی (در رابطهٔ جنسی) نیست.

استیوِن ددالوس - شواهد گوناگون دال بر آن است که این شخصیت در واقع خود جویس است. همین شخصیت در رمان چهره مرد هنرمند در جوانی هم ظاهر می‌شود و آن رمان در حقیقت داستان کودکی و نوجوانی نویسنده است. ددالوس اشاره به اسطوره معروف ددالوس و ایکاروس در یونان باستان دارد. استیون در رمان اولیس شاعری است پر الهام و بیست و چند ساله. استیون باهوش و فوق‌العاده کتابخوان و علاقه‌مند به موسیقی است. به نظر می‌رسد که بیشتر در دنیای ذهنی خودش زندگی می‌کند تا اینکه عضو انجمنی یا حتی گروه دانشجویان پزشکی که هم قطار او هستند باشد. استیون در کودکی بسیار مذهبی بوده‌است ولی بر اثر مرگ مادرش که کمتر از یک سال پیش رخ داده، اکنون با مسائل مربوط به شک و ایمان دست و پنجه نرم می‌کند.

مالاکای (باک) مالیگان - دانشجوی پزشکی و دوست استیون. باک مالیگان کمی چاق و اهل مطالعه است و تقریباً همه چیز را دست می‌اندازد. او به خاطر لطیفه‌های بی‌تربیتی و بامزه‌ای که تعریف می‌کند تقریباً مورد علاقه همه به جز استیون، سایمون و بلوم است.
هینز - دانشجوی فولکلور که به خصوص علاقه‌مند به مطالعهٔ قوم و فرهنگ ایرلندی است. هینز اغلب اوقات ناخواسته مغرور و خودبین است. او در قلعه مارتلو اقامت دارد، جایی که استیون و باک هم در آنجا زندگی می‌کنند.
هیو (بلیزس) بویلان - مدیر کنسرت قریب‌الوقوع مالی در بلفاست. بلیزس بویلان در شهر مشهور و محبوب است علی‌رغم اینکه کمی هرزه به نظر می‌رسد، مخصوصاً نسبت به زنان. بویلان به مالی علاقه‌مند شده‌است و آن‌ها در بعد از ظهرِ داستان رابطه‌ای با هم برقرار می‌کنند.
میلیسنت (میلی) بلوم - دختر پانزده سالهٔ مالی و لئوپلد بلوم که فی‌الواقع در اولیس ظاهر نمی‌شود. خانوادهٔ بلوم اخیراً میلی را برای زندگی و یادگیری عکاسی به مالینگار فرستاده‌اند. میلی، بلوند و زیبا و علاقه‌مند به پسرها است – او با الک بانون در مالینگار قرار و مدار می‌گذارد.
سایمون ددالوس - پدرِ استیون ددالوس. سایمون ددالوس در کورک بزرگ شده و بعداً به دوبلین آمده و تاکنون مرد نسبتاً موفقی بوده‌است. مردان دیگر او را سرلوحه خود قرار می‌دهند، هرچند که بعد از مرگ زنش، خانه و زندگی‌اش بی‌نظم و نامرتب شده‌است. سایمون دارای صدایی خوب و استعداد لطیفه‌گویی است و اگر عادت مشروب‌خوری نداشت می‌توانست از این همه استعداد سود ببرد. سایمون به شدت منتقد استیون است.
اِی. ای (جرج راسل) – اِی. ای نام مستعار جرج راسل، شاعر معروفِ احیای ادبیات ایرلندی است که در کانونِ حلقه‌های ادبی ایرلند است – حلقه‌های ادبی که استیون را به خود راه نمی‌دهند. او عمیقاً به عِرفان اسرارآمیز علاقه‌مند است. بقیه مردها چنان با او مشورت می‌کنند که انگار حرفش وحی مُنزَل است.
ریچارد بِست - کتابداری در کتابخانهٔ ملی. بِست شخص مشتاق و علاقه‌مندی است، با این حال بخش عمده‌ای از مشارکتش در بحثِ هملت در اپیزود نهم، نشانه‌هایی از باورهای غلطی دارد که به خیال خودش درست‌اند.
ادی بوردمن - یکی از دوستان گرتی مک‌داول. رفتار مغرورانهٔ گرتی ادی را که می‌خواهد او را با گوشه و کنایه ضایع کند می‌رنجاند.
جوسی (نام خانهٔ پدری: پاول) و دنیس برین - جوسی پاول و بلوم وقتی جوان‌تر بودند به هم علاقه داشتند. جوسی زیبا و اهل لاس زدن بود. بعد از اینکه بلوم با مالی ازدواج کرد، جوسی هم با دنیس ازدواج کرد. دنیس برین کمی خُل است و پارانوئید به نظر می‌رسد. مراقبت از چنین شوهر ابلهی اثر خود را روی جوسی گذاشته‌است و اکنون نحیف و خسته به نظر می‌رسد.
سیسی، جکی و تامی کافری - سیسی کافری یکی از بهترین دوستان گرتی مک‌داول است. او دختری با رفتار پسرانه و کمی رُک است. او مراقب برادران نوپای کوچکش جکی و تامی است.
شهروند - یک میهن‌پرست ایرلندی مسن که از نهضت ناسیونالیست دفاع می‌کند. با این که به نظر نمی‌رسد شهروند هیچ ارتباط رسمی با نهضت داشته باشد ولی بقیه افراد اخبار و اطلاعات را از او می‌پرسند. او سابقاً یکی از ورزشکاران و پهلوانان ایرلند بوده‌است. ماجراجو و بیگانه هراس است.
مارتا کلیفورد - زنی که بلوم با او تحت نام مستعار هنری فلاور [۲۶] مکاتبه می‌کند. نامه‌های مارتا پر از غلط‌های نگارشی است و تمایلات جنسی‌اش غیرخلاقانه و ملال آورند.
بلا کوهن - زن فاحشه‌ای خلافکار. بلا کوهن گنده، سبزه و دارای رفتاری مردانه است. او تا حدی طالب احترام از جانب بقیه است و پسری در آکسفورد دارد که شهریه‌اش را یکی از مشتریانش می‌پردازد.
مارتین کانینگهام - یکی از اعضای اصلی حلقهٔ دوستان بلوم. مارتین کانینگهام نسبت به دیگران مهربان و با شفقت است و در لحظات مختلفی از روز (کل داستان در یک روز اتفاق می‌افتد) از بلوم دفاع می‌کند، با این حال با بلوم مثل یک بیگانه رفتار می‌کند. قیافه اش شکسپیر را تداعی می‌کند.
گرت دیزی - مدیر مدرسهٔ پسرانه‌ای که استیون در آنجا تدریس می‌کند. دیزی پروتستانی از شمال ایرلند و به دولت انگلیس پایبند است. دیزی نسبت به استیون با تکبر برخورد می‌کند و شنوندهٔ خوبی نیست. نامه پُر و پیمان او به ویراستار دربارهٔ تب برفکیِ احشام دست مایه استهزای مردان دوبلینی در طی روز است.
دیلی، کیتی، بودی و مگی ددالوس – خواهران جوان‌تر استیون. آن‌ها بعد از مرگ مادرشان سعی در رتق و فتق امور منزلِ ددالوس دارند. به نظر می‌رسد که دیلی علائق و آرزوهایی مثل یادگیری زبان فرانسه دارد.
پاتریک دیگنام، خانم دیگنام و پاتریک دیگنام جونیور – پاتریک دیگنام یکی از آشنایان بلوم بود که خیلی زود بر اثر شراب خواری درگذشت. مراسم خاکسپاری او امروز است و بلوم و بقیه جمع می‌شوند تا برای بیوهٔ دیگنام و بچه‌هایش مقادیری پول جمع کنند، چرا که پدی همه بیمهٔ عمرش را صرف پرداخت دیونش کرده بود و برای بچه‌هایش چیزی باقی نگذاشته‌است.
بن دالرد – مردی که در دوبلین به خاطر صدای بمِ عالی‌اش شهره است. کسب و کار بن دالرد مدتی پیش از رونق افتاده‌است. آدم خوش‌طینتی به نظر می‌رسد ولی احتمالاً به خاطر عادت شراب خواری گذشته‌اش عصبی و پریشان است.
جان اگلینتون – مقاله‌نویسی که وقتش را در کتابخانهٔ ملی می‌گذراند. جان اگلینتون اعتماد به نفس و غرور جوانیِ استیون را تحقیر می‌کند و نسبت به تئوری هملت استیون با دیده تردید می‌نگرد.
ریچی، سارا (سالی) و والتر گولدینگ – ریچی گولدینگ، دایی استیون ددالوس است؛ او برادرِ ماری، مادرِ استیون بوده‌است. ریچی کارمند دادگستری است که اخیراً به خاطر مشکل کمرش کمتر توانسته کار کند – مسئله‌ای که به خاطر آن، موضوعِ خندهٔ سایمون ددالوس شده‌است. والتر، پسر ریچی و سارا، لوچ است و لکنت زبان دارد.
زو هیگینز – فاحشه‌ای در فاحشه خانهٔ بلا کوهن. زو بی‌پروا و در زخم زبان زدن استاد است.
جو هاینز – گزارشگری از روزنامهٔ دوبلین که اغلب اوقات بی‌پول است – او از بلوم، سه پوند قرض گرفته‌است و تاکنون آن را پس نداده. هاینز، بلوم را درست نمی‌شناسد و در اپیزود دوازدهم به نظر می‌رسد که دوست خوبی برای شهروند است.
کورنی کله‌هر – مسئول کفن و دفن که روابط خوبی با پلیس دارد.
مینا کندی و لیدیا دوس – دختران پیشخدمت هتل اورموند. مینا و لیدیا اهل لاس زنی هستند و با مردانی که به نوشگاه می‌آیند گرم می‌گیرند، با این حال در خلوت خود از جنس مخالف به بدی یاد می‌کنند. دوشیزه دوس که موهای برنز رنگی دارد، بی پرواتر از آن یکی به نظر می‌رسد و با بلیزس بویلان درگیری داشته‌است. دوشیزه کندی که موهایی طلایی دارد، خوددارتر است.
ند لمبرت – یکی از دوستان سایمون ددالوس و بقیه مردان در دوبلین. ند لمبرت اغلب در حال لطیفه‌گویی و خنده است. او در انبار غله و حبوبات در مرکز شهر کار می‌کند، در جایی که زمانی صومعهٔ مریم مقدس بوده‌است.
لنه‌هان – ویراستار مسابقات در روزنامهٔ دوبلین؛ با این حال اسب مورد نظر او، سپتر در مسابقات گُلدکاپ می‌بازد. لنه‌هان آدم بذله‌گویی است و با زنان لاس می‌زند. او بلوم را مسخره می‌کند ولی به سایمون و استیون ددالوس احترام می‌گذارد.
لینچ – دانشجوی پزشکی و دوست قدیمی استیون (او در «چهرهٔ هنرمند در جوانی» هم حضور دارد). لینچ به شنیدن نظریات پرمدعا و فوقِ زیبایی شناسانهٔ استیون عادت دارد و با سرسختی و لجاجتِ استیون آشناست. او با کیتی ریکتس قرار می‌گذارد.
تامس دابلیو لیستر – کتابداری در کتابخانهٔ ملی دوبلین و عضو فرقهٔ کویکر. لیستر بیشترین علاقه را به صحبت‌های استیون در اپیزود نهم نشان می‌دهد.
گرتی مک‌داول – زنی در اوان بیست سالگی و از خانواده‌ای از طبقهٔ متوسطِ رو به پایین. گرتی از لنگی دائمی پایش رنج می‌برد که احتمالاً بر اثر تصادف با دوچرخه بوده‌است. او با دقت بسیاری به لباس پوشیدن و رژیمش اهمیت می‌دهد و آرزوی عاشق شدن و ازدواج دارد. او به ندرت به خودش اجازه می‌دهد راجع به معلولیتش فکر کند.
جان هنری منتون – مشاور حقوقی در دوبلین که توسط پدی دیگنام استخدام شده‌است. وقتی بلوم و مالی عاشق هم بودند، منتون تحت تأثیر علاقه به مالی، رقیبی عشقی برای بلوم بود. او نسبت به بلوم با بی‌احترامی رفتار می‌کند.
راوی بی‌نام اپیزود دوازدهم – راویِ بی‌نام اپیزود دوازدهم، در حال حاضر کارگزار وصول طلب است و این جدیدترین شغلش از بین شغل‌های بسیاری است که داشته. او از اینکه «بااطلاع» به نظر برسد لذت می‌برد و بخش عمدهٔ شایعاتی که دربارهٔ خانواده بلوم می‌داند را از دوستش «پیسر» بورک شنیده که آن‌ها را وقتی در هتل سیتی آرمز زندگی می‌کردند می‌شناخته‌است.
عضو شورای شهر، نانتی – مسئول ارشد چاپ در روزنامه دوبلین و عضو پارلمان. نانتی یک دورگهٔ ایتالیایی-ایرلندی است.
جی. جی اُمالوی – وکیلی که اکنون بیکار و بی‌پول است. اُمالوی، امروز در قرض گرفتن پول از دوستانش ناکام است. او در اپیزود دوازدهم در میخانهٔ بارنی کیرنان، از بلوم دفاع می‌کند.
جک پاور – یکی از دوستان سایمون ددالوس و مارتین کانینگهام و دیگر مردان شهر. پاور احتمالاً در اجرای احکام کار می‌کند. او زیاد با بلوم خوب نیست.
کیتی ریکتس – یکی از فاحشه‌هایی که در فاحشه‌خانهٔ بلا کوهن کار می‌کنند. به نظر می‌رسد که کیتی با لینچ رابطه دارد و بخشی از روز را با او گذرانده‌است. او لاغر است و طرز لباس پوشیدنش، تمایلاتش به طبقهٔ بالای جامعه را نشان می‌دهد.
فلوری تالبوت – یکی از فاحشه‌های فاحشه‌خانهٔ بلا کوهن. فلوری چاق است و کودن به نظر می‌رسد ولی به راحتی خوشحال می‌شود.

## طرح کلی داستان

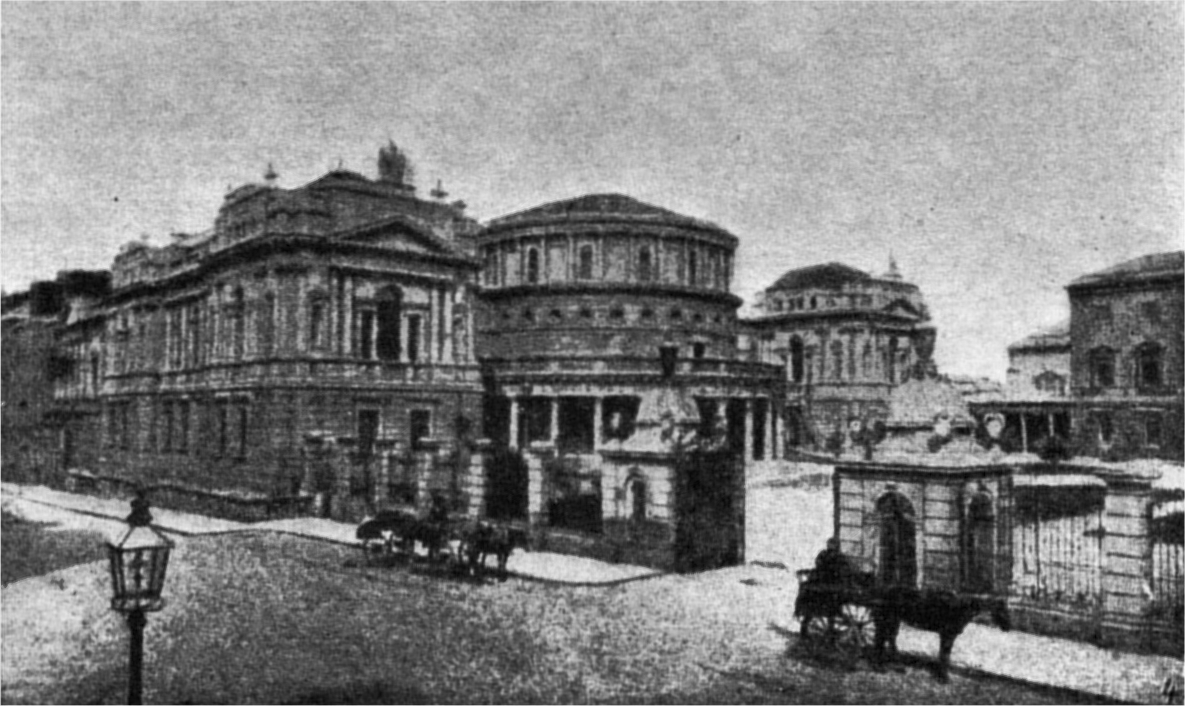
کتابخانه ملی ایرلند در دوبلین.

استیون ددالوس در حال گذراندن ساعات اولیهٔ صبح ۱۶ ژوئن ۱۹۰۴ است و از دوست مسخره‌کننده‌اش، باک مالیگان و هینز، آشنای انگلیسی باک دوری می‌جوید. وقتی استیون می‌خواهد سر کار برود، باک به او می‌گوید که کلید خانه را با خود نبرد و آن‌ها را در ساعت ۱۲:۳۰ در میخانه ببیند. استیون از باک می‌رنجد.
حدود ساعت ۱۰ صبح، استیون در کلاس درسش در مدرسهٔ پسرانهٔ گرت دیزی دارد تاریخ درس می‌دهد. بعد از کلاس، استیون با دیزی ملاقات می‌کند تا حقوقش را بگیرد. دیزیِ کوته‌فکر و متعصب، راجع به زندگی برای استیون موعظه می‌کند. استیون قبول می‌کند که نوشتهٔ دیزی دربارهٔ بیماری احشام را به آشنایانش در روزنامه بدهد.
استیون بقیهٔ صبحش را به تنها قدم زدن در ساحل سندی‌مونت می‌گذراند و منتقدانه به خودِ جوان‌ترش و به ادراک و الهام فکر می‌کند. او در ذهنش شعری می‌گوید و آن را روی تکه کاغذی که از نوشتهٔ دیزی پاره کرده‌است می‌نویسد.
در ساعت ۸ صبح همان روز، لئوپلد بلوم مشغول درست کردن صبحانه‌است و نامه و صبحانهٔ زنش را برای او به رختخواب می‌برد. یکی از نامه‌های زنش از طرف مدیر تور کنسرتِ مالی، بلیزس بویلان است (بلوم به این مظنون است که او عاشق زنش نیز هست) – بویلان ساعت ۴ بعدازظهر امروز قرار ملاقات دارد. بلوم به طبقهٔ پایین می‌رود و نامهٔ دخترش میلی را می‌خواند و سپس از خانه خارج می‌شود.
در ساعت ۱۰ صبح، بلوم نامه‌ای عاشقانه از ادارهٔ پست دریافت می‌کند – او با زنی به نام مارتا کلیفورد تحت نام مستعار هنری فلاور نامه‌نگاری می‌کند. او نامه را می‌خواند، مختصری در کلیسایی می‌ماند و سپس لوسیونِ مالی را به داروخانه‌چی سفارش می‌دهد. او با بانتام لاینز برخورد می‌کند که اشتباهاً فکر می‌کند بلوم دارد به او راجع به اسب ثرواوی در مسابقهٔ بعدازظهر گلدکاپ راهنمایی می‌کند.
حوالی ساعت ۱۱ صبح، بلوم همراه با سایمون ددالوس (پدر استیون)، مارتین کانینگهام و جک پاور به مراسم خاکسپاری پدی دیگنام می‌رود. مردها با بلوم مثل یک غریبه برخورد می‌کنند. در مراسم خاکسپاری، بلوم به مرگ پسرش و پدرش فکر می‌کند.
ظهر، بلوم را در دفتر روزنامهٔ فریمن می‌بینیم که دارد دربارهٔ یک آگهی برای کیزِ مشروب‌فروش مذاکره می‌کند. چندین مردِ علاف من‌جمله مایلس کرافوردِ ویراستار، در دفتر می‌چرخند و بحث‌های سیاسی می‌کنند. بلوم برای حتمی‌کردن آگهی خارج می‌شود. استیون با نامهٔ دیزی وارد دفتر روزنامه می‌شود. استیون و بقیهٔ مردها هم‌زمان با بازگشت بلوم دارند به سمت میخانه می‌روند. مذاکرات آگهی بلوم توسط کرافورد که دارد بیرون می‌رود، رد می‌شود.
در ساعت ۱ بعدازظهر، بلوم با جوسی برین، عشق قدیمی‌اش برخورد می‌کند و راجع به مینا پیورفوی که در زایشگاه بستری است، صحبت می‌کنند. بلوم وارد رستوران برتون می‌شود ولی تصمیم می‌گیرد به سمت دیوی برن برود تا نهاری سبک بخورد. بلوم به یاد بعدازظهری عاشقانه با مالی در هاوث می‌افتد. بلوم خارج شده و دارد به سمت کتابخانهٔ ملی می‌رود که بویلان را در خیابان می‌بیند و به داخل موزهٔ ملی پناه می‌برد.
در ساعت ۲ بعدازظهر، استیون دارد «تئوری هملت» خود را به‌طور غیررسمی برای اِی. ای شاعر و جان اگلینتون، بست و لیستر کتابدار توضیح می‌دهد. اِی. ای، تئوری استیون را سبک می‌شمارد و خارج می‌شود. باک وارد می‌شود و با تمسخر، استیون را به خاطر قال گذاشتن او و هینز در میخانه سرزنش می‌کند. در راه خروجی، باک و استیون از کنار بلوم می‌گذرند که آمده تا رونوشتی از آگهی کیز بردارد.
در ساعت ۴ بعدازظهر، سایمون ددالوس، بن دالرد، لنه‌هان و بلیزس بویلان در نوشگاه هتل اورموند گرد هم می‌آیند. بلوم متوجه ماشین بویلان در بیرون هتل می‌شود و تصمیم می‌گیرد او را زیر نظر بگیرد. بویلان خیلی زود برای قرارش با مالی خارج می‌شود و بلوم با عصبانیت در رستوران اورموند می‌نشیند – او موقتاً با آوازخوانی ددالوس و دالرد آرام می‌شود. بلوم جواب نامهٔ مارتا را می‌نویسد و می‌رود که نامه را پست کند.
در ساعت ۵ بعدازظهر، بلوم به میخانهٔ بارنی کیرنان می‌رود تا با مارتین کانینگهام دربارهٔ مسائل مالی خانوادهٔ دیگنام صحبت کند، ولی کانینگهام هنوز نرسیده‌است. شهروند، یک میهن‌پرست خشونت‌گرای ایرلندی، سیاه‌مست می‌شود و به یهودی بودنِ بلوم می‌تازد. بلوم جلوی شهروند می‌ایستد و از صلح و عشق دربرابر خشونت بیگانه‌هراسانه دفاع می‌کند. بلوم و شهروند، قبل از اینکه کالسکهٔ کانینگهام، بلوم را از صحنه دور کند، با هم در خیابان مشاجره می‌کنند.
حوالی غروب آفتاب، بلوم بعد از رفتن به خانهٔ خانم دیگنام، در ساحل سندی‌مونت استراحت می‌کند. زنی جوان که گرتی مک‌داول نام دارد متوجه می‌شود که بلوم دارد از ساحل به او نگاه می‌کند. گرتی عمداً پایش را بیشتر و بیشتر نشان بلوم می‌دهد در حالیکه بلوم دارد یواشکی استمناء می‌کند. گرتی می‌رود و بلوم چرت می‌زند.
ساعت ۱۰ شب، بلوم به زایشگاه می‌رود تا به مینا پیورفوی سر بزند. استیون و چند نفر از دوستانش که دانشجوی پزشکی‌اند نیز در بیمارستان هستند و مشغول نوشیدن و وراجی با صدای بلند راجع به مسائل مرتبط با تولد هستند. بلوم قبول می‌کند که به آن‌ها ملحق شود، هر چند که درنهان به خاطر تقلای خانم پیورفوی در طبقهٔ بالا، با عیاشی آن‌ها مخالف است. باک از راه می‌رسد و مردها به میخانهٔ بورک می‌روند. موقع تعطیل شدن میخانه، استیون، دوستش لینچ را راضی می‌کند که به فاحشه‌خانه بروند و بلوم آن‌ها را تعقیب می‌کند تا مراقبشان باشد.
بلوم بالاخره، استیون و لینچ را در فاحشه‌خانهٔ بلا کوهن می‌یابد. استیون مست است و فکر می‌کند که دارد روح مادرش را می‌بیند – مملو از خشم و دیوانگی، چراغی را با چوبدستی‌اش خرد می‌کند. بلوم دنبال استیون می‌رود و او را در بحث با یک سرباز انگلیسی که استیون را کتک می‌زند، می‌یابد.
بلوم، استیون را به هوش می‌آورد و او را به استراحتگاه رانندگان تاکسی می‌برد تا قهوه‌ای بخورد و سر حال بیاید. بلوم، استیون را به خانه‌اش دعوت می‌کند.
بعد از نیمه‌شب، استیون و بلوم به خانهٔ بلوم می‌روند. آن‌ها کاکائوی داغ می‌خورند و دربارهٔ گذشته‌شان صحبت می‌کنند. بلوم از استیون می‌خواهد که شب را بماند. استیون مودبانه تقاضای او را رد می‌کند. بلوم او را بدرقه می‌کند و به داخل برمی‌گردد تا شواهد حضور بویلان را پیدا کند. بلوم هنوز حالش خوب است و به رختخواب می‌رود، و داستان روزش را برای مالی تعریف کرده و از او می‌خواهد صبحانه‌اش را به رختخواب بیاورد.
بعد از اینکه بلوم خوابش می‌برد، مالی بیدار می‌ماند و از تقاضای بلوم برای آوردن صبحانه به رختخواب در تعجب است. ذهن او به دوران کودکی‌اش در جیبرالتر، سکس بعدازظهرش با بویلان، حرفهٔ خوانندگی‌اش و استیون ددالوس مشغول است. تفکراتش راجع به بلوم در طی مونولوگی که با خود دارد به تندی تغییر می‌کند ولی در انتها با یادآوری لحظات عاشقانه‌ای که در هاوث داشتند و با دیدی مثبت به پایان می‌رسد.